# Maurice d'Andigné
Pour les autres membres de la famille, voir Famille d'Andigné.
Maurice d'Andigné, né à Angers le 22 septembre 1844 et mort à Paris 17e (8 avenue de la Grande-Armée) le 19 mai 1926, qui portait le titre de courtoisie de comte d'Andigné de Mayneuf, est un homme politique et un journaliste légitimiste français.

## Biographie

### Famille
Membre d'une famille de la noblesse française (la famille d'Andigné fait partie de la noblesse d'extraction chevaleresque), Maurice Louis Marie Joseph d'Andigné est le fils d'Édouard Joseph d'Andigné,, (15 septembre 1812 – 25 mars 1886) et de son épouse et lointaine cousine Marie Charlotte Geneviève Louise d'Andigné de Mayneuf, (6 avril 1820 – 17 février 1885), fille de Louis-Gabriel-Auguste d'Andigné de Mayneuf. Il a un frère cadet, Louis (1847-1929) et une sœur aînée morte jeune (à 25 ans).
Maurice d'Andigné épouse le 7 novembre 1916 à Paris VIIIe Magdelaine Amélie Lydie Foulc, (1827-1918). Devenu veuf, il se remarie le 25 mars 1920 à Paris XVIIe avec Blanche Marie Joséphine Debiesse (1867-1946). Marié tardivement (avec une veuve de 88 ans — quand il en avait 72 —, puis avec une vieille fille de 53 ans), il n'eut pas d'enfants. Son frère Louis meurt lui aussi sans postérité, en 1929. Avec eux s'éteint dans les mâles le rameau familial qu'avait fondé leur grand-père, Ange d'Andigné (1780-1874). La branche de Beauregard de la famille d'Andigné se perpétue toutefois dans son rameau aîné, descendant d'Aimé d'Andigné (1778-1867), le frère aîné d'Ange d'Andigné. La branche aînée de la famille (dite branche de La Blanchaie) descend quant à elle du sénateur Léon d'Andigné, pair de France, dont les ancêtres communs avec la branche de Beauregard étaient Jean d'Andigné, seigneur du Bois de la Cour, et sa femme Béatrix de Vangeau, mariés en 1460.

### Vie politique

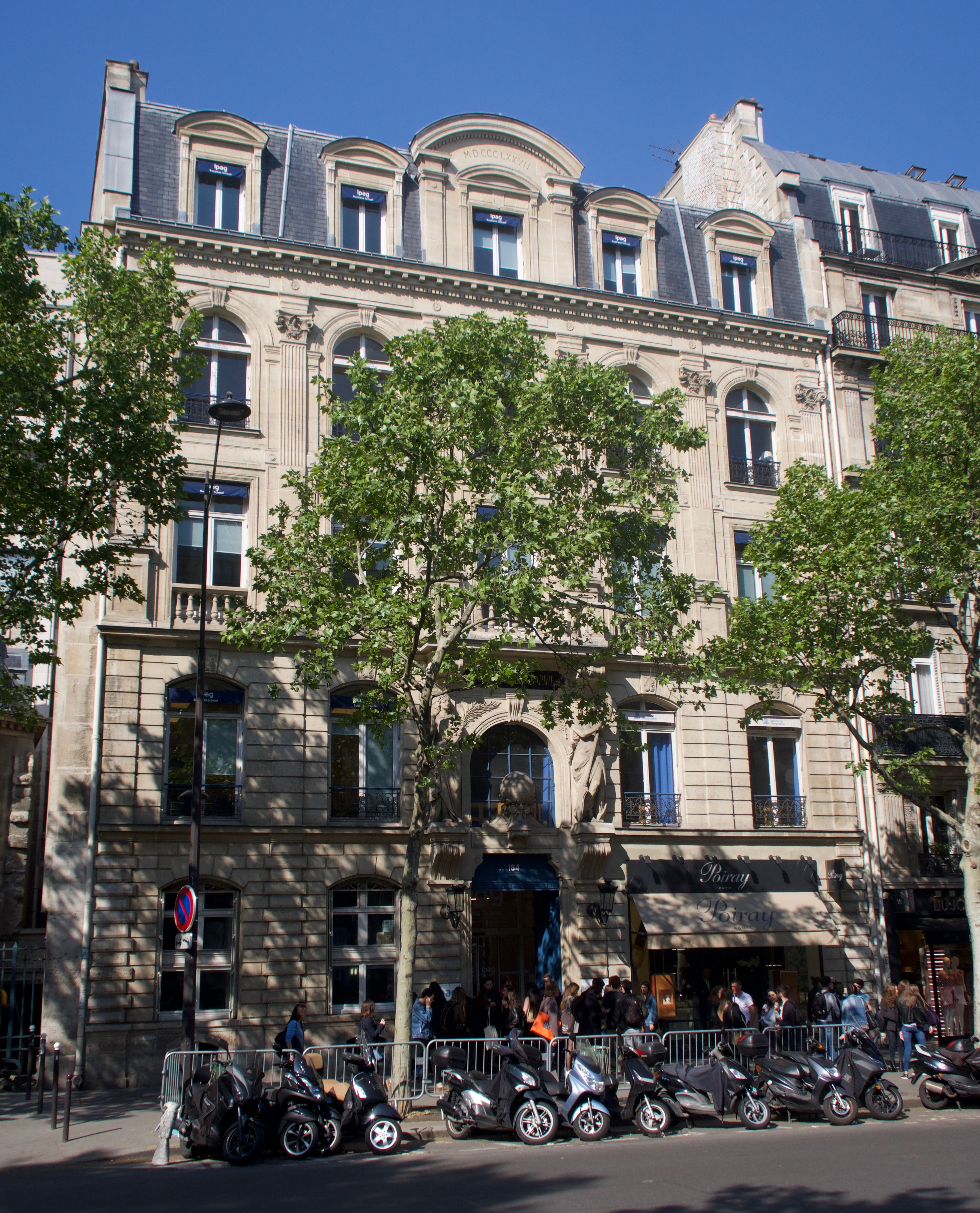
L'immeuble (construit en 1878) de la Société de géographie, où eut lieu en 1884 le premier congrès légitimiste depuis la mort du comte de Chambord.

Après avoir racheté le Journal de Paris aux orléanistes et en avoir fait un hebdomadaire légitimiste, Maurice d'Andigné fonde le 22 décembre 1883 un nouveau parti (le Comité légitimiste de propagande) pour soutenir la nouvelle branche aînée des Bourbons contre les partisans de Philippe d'Orléans, comte de Paris ; ce dernier prétendait recueillir l'héritage dynastique d'Henri d'Artois, comte de Chambord (mort le 24 août de la même année, et qui était le dernier descendant direct de Louis XV), dont d'Andigné avait été un des secrétaires et un conseiller intime. Ayant démenti catégoriquement un article mensonger du journal orléaniste Le Gaulois, qui avait écrit que Maurice d'Andigné s'était rallié aux Orléans, l'ancien secrétaire du comte de Chambord avait reçu alors beaucoup de félicitations et d'encouragements « à prendre la tête d'un mouvement contre les princes d'Orléans ». Deux mois plus tard, d'Andigné crée avec d'autres anciens conseillers ou secrétaires intimes du comte de Chambord (Henri de Cathelineau, Joseph du Bourg, Auguste de Bruneteau de Sainte-Suzanne, Alexis de La Viefville, Raoul de Scorraille) le Comité légitimiste de propagande (dont il assume la présidence), qui tient son premier congrès le 27 juillet 1884 à Paris (à la Salle de géographie, au no 184 du boulevard Saint-Germain, dans le 6e arrondissement). À cette occasion, d'Andigné est interviewé chez lui (rue Chomel) le 26 juillet par le journaliste Fernand Xau, qui le décrit comme un homme « grand, mince, à la barbe blonde taillée en pointe, toujours aimable, toujours correct, inaccessible à la fatigue et à la mauvaise humeur ». D'Andigné déclare que l'héritier du comte de Chambord est actuellement Jean de Bourbon (« don Juan », comte de Montizón, le nouveau chef de la maison de Bourbon) et souligne qu'être légitimiste, c'est « accepter la loi salique sans discussion. [...] Or. que dit la loi salique ? Que l'héritier du trône de France est le premier né. M. le comte de Paris est-il le premier né ? Certes non ! »
Le lendemain du congrès, Pierre Giffard écrit dans Le Figaro : « qui m'eût dit l'an dernier, vers cette même date du 27 juillet, que le conseiller intime du comte de Chambord, toujours en rêveries sous les grands arbres de Frohsdorf, m'apparaîtrait un an plus tard sur le fauteuil d'un président de réunion politique, un discours d'une main et un verre d'eau sucrée de l'autre, partant en guerre contre la branche cadette ! Eh bien, celui-là qui me l'eût dit ne m'eût pas étonné, certes non. Il y avait là-bas tant de symptômes, déjà, de cette intransigeance à son aurore ! »
Le 24 mars 1886, d'Andigné part pour Goritz, ayant reçu la nouvelle que la comtesse de Chambord était gravement malade. Elle meurt le lendemain, 25 mars, d'une fluxion de poitrine. Resté à Paris, Édouard d'Andigné (le père de Maurice), qui était un fidèle serviteur de la veuve d'Henri d'Artois, meurt le même jour et de la même maladie, à la clinique Saint-Jean-de-Dieu de la rue Oudinot (où il s'était fait transporter).
En 1924, à l'âge de 79 ans, Maurice d'Andigné se présente encore aux élections législatives du 11 mai à Paris (dans la 3e circonscription de la Seine), sur une liste de l'Énergie nationale — aux côtés de Félix de Rosnay (qui fondera en 1938 l'éphémère Institut légitimiste) et de l'amiral Bienaimé —, face à la liste orléaniste (Action française) de Léon Daudet (député sortant, battu) et Maurice Pujo.
Entretemps, c'est un autre d'Andigné, de la branche aînée (dite de La Blanchaie) celui-là, Jean d'Andigné (cousin au 22e degré de Maurice et cousin germain du futur député Fortuné d'Andigné), qui était devenu après la Première Guerre mondiale le chef du service d'honneur du prétendant légitimiste, Jacques de Bourbon, duc d'Anjou et de Madrid.